# X.AI
La X.AI Corp., talvolta indicata anche come xAI, è un'azienda statunitense attiva nello sviluppo di intelligenze artificiali. L'azienda, fondata dal Elon Musk nel marzo 2023 ed avente il proprio quartier generale a San Francisco, è una controllata di X Holdings Corp., anch'essa di proprietà di Musk.

## Storia
Nel 2015, Musk fu tra i fondatori di OpenAI, un'organizzazione senza fini di lucro avente l'obiettivo di promuovere e sviluppare un'intelligenza artificiale amichevole (friendly AI) che portasse benefici all'intera umanità, tuttavia, nel 2018, l'imprenditore sudafricano diede le dimissioni dal consiglio di amministrazione della società sia a causa dei conflitti che la sua posizione in OpenAI aveva con il suo ruolo di amministratore delegato di Tesla, azienda automobilistica fortemente indirizzata allo sviluppo di intelligenze artificiali, sia per una differenza di vedute con gli altri fondatori di OpenAI circa la gestione della società e la loro posizione nei confronti dei possibili pericoli derivanti dallo sviluppo di intelligenze artificiali.
Nel marzo 2023, Musk registrò a Las Vegas, nello Stato del Nevada, la X.AI, assieme alle altre due aziende, registrate però a Carson City, X Holdings Corp. e X Corp. A distanza di pochi giorni, peraltro, Musk inoltrò una richiesta di fusione tra la X Holdings, società da lui precedentemente registrata nello Stato del Delaware,  e la X Corp. e tra la Twitter, Inc. e la X Corp., con le aziende X Holdings e Twitter Inc. che, di fatto, cessavano di esistere.
La lettera "X" del nome rimanda alla X.com, una compagnia di servizi bancari online co-fondata da Musk nel 1999 che nel giugno 2001 divenne poi PayPal, azienda da cui Musk uscì nel 2002 e da cui ricomprò il marchio e il dominio "X.com" nel luglio 2017.
Intervistato a riguardo del suo nuovo coninvolgimento nel mondo dell'intelligenza artificiale da Tucker Carlson, Musk affermò di voler creare qualcosa a cui diede il soprannome "TruthGPT", rimandando ai nomi del social network Truth Social e del chatbot basato su intelligenza artificiale e apprendimento automatico ChatGPT, dati i suoi timori che le attuali aziende specializzate nell'intelligenza artificiale stessero implementando i propri sistemi allo scopo di renderli "politicamente corretti". A fine 2023 avviene il lancio sotto il nome Grok, sviluppato nell'arco di due mesi e dotato di più libertà operativa dei competitor.
Con il tempo, nei ranghi dell'azienda sono entrati tecnici provenienti da società concorrenti quali DeepMind, Microsoft Research e dalla stessa OpenAI, nonché dal altre aziende controllate dalla holding di Musk, come Tesla e X Corp., e, il 14 luglio 2023, Musk ha ufficialmente comunicato al grande pubblico l'avvio della società con un tweet sul suo account Twitter. Alla comunicazione è seguita una conferenza su Twitter Spaces, in cui l'imprenditore ha annunciato che uno degli scopi dell'intelligenza artificiale che ha intenzione di creare sarà quello di saper risolvere problemi matematici complessi onde risolvere annosi interrogativi scientifici, quali la natura della materia oscura e della gravità.